# Torneo de Palermo
El Torneo de Palermo o 34 Palermo Ladies Open, es un torneo de tenis femenino que se disputa anualmente en la localidad italiana de Palermo. Este evento formó parte del calendario de la ATP desde 1979 hasta 2006. Se disputa en el circuito de la WTA desde 1990. Se realiza sobre tierra batida, y es uno de los pocos disputados en Italia, tras el Masters de Roma.
El tenista que más veces lo ganó fue el español Alberto Berasategui en 2 ocasiones. Y en el torneo femenino, la tenista más laureada es la española Anabel Medina con 5 títulos.

## Resultados

### Individual femenino
| Año     | Campeona           | Finalista           | Resultado        |
| ------- | ------------------ | ------------------- | ---------------- |
| 1990    | Isabel Cueto       | Barbara Paulus      | 6-2, 6-3         |
| 1991    | Mary Pierce        | Sandra Cecchini     | 6-0, 6-3         |
| 1992    | Mary Pierce        | Brenda Schultz      | 6-1, 6-7, 6-1    |
| 1993    | Radka Bobkova      | Mary Pierce         | 6-3, 6-2         |
| 1994    | Irina Spîrlea      | Brenda Schultz      | 6-4, 1-6, 7-6    |
| 1995    | Irina Spîrlea      | Sabine Hack         | 7-6, 6-2         |
| 1996    | Barbara Schett     | Sabine Hack         | 6-3, 6-3         |
| 1997    | Sandrine Testud    | Elena Makarova      | 7-5, 6-3         |
| 1998    | Patty Schnyder     | Barbara Schett      | 6-1, 5-7, 6-2    |
| 1999    | Anastasia Myskina  | Ángeles Montolio    | 3-6, 7-6(4), 6-2 |
| 2000    | Henrieta Nagyova   | Pavlina Nola        | 6-3, 7-5         |
| 2001    | Anabel Medina      | Cristina Torrens    | 6-4, 6-4         |
| 2002    | Mariana Díaz Oliva | Vera Zvonareva      | 6-7(6), 6-1, 6-3 |
| 2003    | Dinara Sáfina      | Katarina Srebotnik  | 6-3, 6-4         |
| 2004    | Anabel Medina      | Flavia Pennetta     | 6-4, 6-4         |
| 2005    | Anabel Medina      | Klara Koukalova     | 6-4, 6-0         |
| 2006    | Anabel Medina      | Tathiana Garbin     | 6-4, 6-4         |
| 2007    | Ágnes Szávay       | Martina Müller      | 6-0, 6-1         |
| 2008    | Sara Errani        | Mariya Koryttseva   | 6-2, 6-3         |
| 2009    | Flavia Pennetta    | Sara Errani         | 6-1, 6-2         |
| 2010    | Kaia Kanepi        | Flavia Pennetta     | 6-4, 6-3         |
| 2011    | Anabel Medina      | Polona Hercog       | 6-2, 6-3         |
| 2012    | Sara Errani        | Barbora Strýcová    | 6-1, 6-3         |
| 2013    | Roberta Vinci      | Sara Errani         | 6-3, 3-6, 6-3    |
| 2014-18 | No celebrado       | No celebrado        | No celebrado     |
| 2019    | Jil Teichmann      | Kiki Bertens        | 7-6(3), 6-2      |
| 2020    | Fiona Ferro        | Anett Kontaveit     | 6-2, 7-5         |
| 2021    | Danielle Collins   | Elena-Gabriela Ruse | 6-4, 6-2         |
| 2022    | Irina-Camelia Begu | Lucia Bronzetti     | 6-2, 6-2         |
| 2023    | Zheng Qinwen       | Jasmine Paolini     | 6-4, 1-6, 6-1    |

### Dobles femenino
| Año     | Campeonas                              | Finalistas                                 | Resultado           |
| ------- | -------------------------------------- | ------------------------------------------ | ------------------- |
| 1988    | Janet Souto Rosa Bielsa                | Allison Cooper María Norwood               | 6-3, 2-6, 7-5       |
| 1989    | Barbara Romano Marzia Grossi           | Rachel McQuillan Kristine Radford          | 6-3, 6-2            |
| 1990    | Laura Garrone Karin Kschwendt          | Florencia Labat Barbara Romano             | 6-2, 6-4            |
| 1991    | Mary Pierce Petra Langrová             | Laura Garrone Mercedes Paz                 | 6-3, 6-7(5), 6-3    |
| 1992    | Halle Cioffi María José Gaidano        | Petra Langrová Ana Segura                  | 6-3, 4-6, 6-3       |
| 1993    | Karin Kschwendt Natalia Medvédeva      | Silvia Farina Elia Brenda Schultz          | 6-4, 7-6            |
| 1994    | Ruxandra Dragomir Laura Garrone        | Alice Canepa Giulia Casoni                 | 6-1, 6-0            |
| 1995    | Radka Bobková Petra Langrová           | Petra Schwarz Katarína Studeníková         | 6-4, 6-1            |
| 1996    | Janette Husárová Barbara Schett        | Florencia Labat Barbara Rittner            | 7-6, 6-1            |
| 1997    | Silvia Farina Elia Barbara Schett      | Florencia Labat Mercedes Paz               | 2-6, 6-1, 6-4       |
| 1998    | Pavlina Nola Elena Wagner              | Patty Schnyder Barbara Schett              | 6-4, 6-2            |
| 1999    | Tina Križan Katarina Srebotnik         | Åsa Svensson Sonya Jeyaseelan              | 4-6, 6-3, 6-0       |
| 2000    | Silvia Farina Elia Rita Grande         | Ruxandra Dragomir Virginia Ruano           | 6-4, 0-6, 7-6       |
| 2001    | Tathiana Garbin Janette Husárová       | María José Martínez Anabel Medina          | 4-6, 6-2, 6-4       |
| 2002    | Evgenia Kulikovskaya Ekaterina Sysoeva | Lubomira Bacheva Angelika Roesch           | 6-4, 6-3            |
| 2003    | Adriana Serra Zanetti Emily Stellato   | María José Martínez Anabel Medina          | 6-4, 6-2            |
| 2004    | Anabel Medina Arantxa Sánchez Vicario  | Ľubomíra Kurhajcová Henrieta Nagyová       | 6-3, 7-6(4)         |
| 2005    | Giulia Casoni Mariya Koryttseva        | Klaudia Jans Alicja Rosolska               | 4-6, 6-3, 7-5       |
| 2006    | Janette Husárová Michaëlla Krajicek    | Alice Canepa Giulia Gabba                  | 6-0, 6-0            |
| 2007    | Mariya Koryttseva Darya Kustova        | Alice Canepa Karin Knapp                   | 6-4, 6-1            |
| 2008    | Sara Errani Nuria Llagostera           | Alla Kudryavtseva Anastasia Pavlyuchenkova | 2-6, 7-6(1), [10-4] |
| 2009    | Nuria Llagostera María José Martínez   | Mariya Koryttseva Darya Kustova            | 6-1, 6-2            |
| 2010    | Alberta Brianti Sara Errani            | Jill Craybas Julia Görges                  | 6-4, 6-1            |
| 2011    | Sara Errani Roberta Vinci              | Andrea Hlaváčková Klára Zakopalová         | 7-5, 6-1            |
| 2012    | Renata Voráčová Barbora Strýcová       | Darija Jurak Katalin Marosi                | 7-6(5), 6-4         |
| 2013    | Kristina Mladenovic Katarzyna Piter    | Karolína Plíšková Kristýna Plíšková        | 6-1, 5-7, [10-8]    |
| 2014-18 | No celebrado                           | No celebrado                               | No celebrado        |
| 2019    | Cornelia Lister Renata Voráčová        | Ekaterine Gorgodze Arantxa Rus             | 7-6(2), 6-2         |
| 2020    | Arantxa Rus Tamara Zidanšek            | Elisabetta Cocciaretto Martina Trevisan    | 7-5, 7-5            |
| 2021    | Erin Routliffe Kimberley Zimmermann    | Natela Dzalamidze Kamilla Rakhimova        | 7-6(5), 4-6, [10-4] |
| 2022    | Anna Bondár Kimberley Zimmermann       | Amina Anshba Panna Udvardy                 | 6-3, 6-2            |
| 2023    | Yana Sizikova Kimberley Zimmermann     | Angelica Moratelli Camilla Rosatello       | 6-2, 6-4            |

### Individual masculino
| Año  | Campeón                | Finalista              | Resultado           |
| ---- | ---------------------- | ---------------------- | ------------------- |
| 1979 | Björn Borg             | Corrado Barazzutti     | 6-4, 6-0, 6-4       |
| 1980 | Guillermo Vilas        | Paul McNamee           | 6-4, 6-0, 6-0       |
| 1981 | Manuel Orantes         | Pedro Rebolledo        | 6-4, 6-0, 6-0       |
| 1982 | Mario Martínez         | John Alexander         | 6-4, 7-5            |
| 1983 | Jimmy Arias            | José Luis Clerc        | 6-2, 2-6, 6-0       |
| 1984 | Francesco Cancellotti  | Miloslav Mecir         | 6-0, 6-3            |
| 1985 | Thierry Tulasne        | Joakim Nystrom         | 6-2, 6-0            |
| 1986 | Ulf Stenlund           | Pablo Arraya           | 6-2, 6-3            |
| 1987 | Martín Jaite           | Karel Novacek          | 7-6, 6-7, 6-4       |
| 1988 | Mats Wilander          | Kent Carlsson          | 6-1, 3-6, 6-4       |
| 1989 | Guillermo Pérez-Roldán | Paolo Cane             | 6-1, 6-4            |
| 1990 | Franco Davín           | Juan Aguilera          | 6-1, 6-1            |
| 1991 | Frederic Fontang       | Emilio Sánchez Vicario | 1-6, 6-3, 6-3       |
| 1992 | Sergi Bruguera         | Emilio Sánchez Vicario | 6-1, 6-3            |
| 1993 | Thomas Muster          | Sergi Bruguera         | 7-6(2), 7-5         |
| 1994 | Alberto Berasategui    | Àlex Corretja          | 2-6, 7-6(6), 6-4    |
| 1995 | Francisco Clavet       | Jordi Burillo          | 6-7(2), 6-3, 7-6(1) |
| 1996 | Karim Alami            | Adrian Voinea          | 7-5, 2-1 y ret.     |
| 1997 | Alberto Berasategui    | Dominik Hrbaty         | 6-4, 6-2            |
| 1998 | Mariano Puerta         | Franco Squillari       | 6-3, 6-2            |
| 1999 | Arnaud Di Pasquale     | Alberto Berasategui    | 6-1, 6-3            |
| 2000 | Olivier Rochus         | Diego Nargiso          | 7-6(14), 6-1        |
| 2001 | Félix Mantilla         | David Nalbandián       | 7-6(2), 6-4         |
| 2002 | Fernando González      | José Acasuso           | 5-7, 6-3, 6-1       |
| 2003 | Nicolás Massú          | Paul-Henri Mathieu     | 1-6, 6-2, 7-6(0)    |
| 2004 | Tomáš Berdych          | Filippo Volandri       | 6-3, 6-3            |
| 2005 | Igor Andreev           | Filippo Volandri       | 0-6, 6-1, 6-3       |
| 2006 | Filippo Volandri       | Nicolás Lapentti       | 5-7, 6-1, 6-3       |

### Dobles masculino
| Año  | Campeonas                         | Finalistas                           | Resultado     |
| ---- | --------------------------------- | ------------------------------------ | ------------- |
| 1979 | Peter McNamara Paul McNamee       | Ismail El Shafei John Feaver         | 7-5, 7-6      |
| 1980 | Gianni Ocleppo Ricardo Ycaza      | Víctor Pecci Balázs Taróczy          | 6-2, 6-2      |
| 1981 | José Luis Damiani Diego Pérez     | Jaime Fillol Belus Prajoux           | 6-1, 6-4      |
| 1982 | Gianni Marchetti Enzo Vattuone    | José Luis Damiani Diego Pérez        | 6-4, 6-7, 6-3 |
| 1983 | Pablo Arraya José Luis Clerc      | Tian Viljoen Danie Visser            | 1-6, 6-4, 6-4 |
| 1984 | Tomáš Šmíd Blaine Willenborg      | Claudio Panatta Henrik Sundström     | 6-7, 6-3, 6-0 |
| 1985 | Colin Dowdeswell Joakim Nyström   | Sergio Casal Emilio Sánchez          | 6-4, 6-7, 7-6 |
| 1986 | Paolo Canè Simone Colombo         | Claudio Mezzadri Gianni Ocleppo      | 7-5, 6-3      |
| 1987 | Leonardo Lavalle Claudio Panatta  | Petr Korda Tomáš Šmíd                | 3-6, 6-4, 6-4 |
| 1988 | Carlos di Laura Marcelo Filippini | Alberto Mancini Christian Miniussi   | 6-2, 6-0      |
| 1989 | Peter Ballauff Rudiger Haas       | Goran Ivanišević Diego Nargiso       | 6-2, 6-7, 6-4 |
| 1990 | Sergio Casal Emilio Sánchez       | Carlos Costa Horacio de la Peña      | 6-3, 6-4      |
| 1991 | Jacco Eltingh Tom Kempers         | Emilio Sánchez Javier Sánchez        | 3-6, 6-3, 6-3 |
| 1992 | Johan Donar Ola Jonsson           | Horacio de la Peña Vojtěch Flégl     | 5-7, 6-3, 6-4 |
| 1993 | Sergio Casal Emilio Sánchez       | Juan Garat Jorge Lozano              | 6-3, 6-3      |
| 1994 | Tom Kempers Jack Waite            | Neil Broad Greg Van Emburgh          | 7-6, 6-4      |
| 1995 | Àlex Corretja Fabrice Santoro     | Hendrik Jan Davids Piet Norval       | 6-7, 6-4, 6-3 |
| 1996 | Andrew Kratzmann Marcos Ondruska  | Cristian Brandi Emilio Sánchez       | 7-6, 6-4      |
| 1997 | Andrew Kratzmann Libor Pimek      | Hendrik Jan Davids Daniel Orsanic    | 3-6, 6-3, 7-6 |
| 1998 | Donald Johnson Francisco Montana  | Pablo Albano Daniel Orsanic          | 6-4, 7-6      |
| 1999 | Mariano Hood Sebastián Prieto     | Lan Bale Alberto Martín              | 6-3, 6-1      |
| 2000 | Tomás Carbonell Martín García     | Pablo Albano Marc-Kevin Goellner     | w/o           |
| 2001 | Tomás Carbonell Daniel Orsanic    | Enzo Artoni Emilio Benfele Álvarez   | 6-2, 2-6, 6-2 |
| 2002 | Lucas Arnold Ker Luis Lobo        | František Čermák Leoš Friedl         | 6-4, 4-6, 6-2 |
| 2003 | Lucas Arnold Ker Mariano Hood     | František Čermák Leoš Friedl         | 7-6, 6-7, 6-3 |
| 2004 | Lucas Arnold Ker Mariano Hood     | Gastón Etlis Martín Rodríguez        | 7-5, 6-2      |
| 2005 | Martín García Mariano Hood        | Mariusz Fyrstenberg Marcin Matkowski | 6-2, 6-3      |
| 2006 | Martín García Luis Horna          | Mariusz Fyrstenberg Marcin Matkowski | 7-6, 7-6      |